# Kaolack
Kaolack er en by i det vestlige Senegal med 172.305(2002) indbyggere. Byen er hovedstad i regionen af samme navn.